# Uździenica
Uździenica – część rzędu lub uprzęży nakładanej na głowę konia, jeden z rodzajów ogłowia. Uździenica jest typem kantara, który umożliwia nie tylko prowadzenie i uwiązanie konia, ale także wpięcie kiełzna i wodzy lub lejc. Stosowana przeważnie w uprzężach roboczych. W uździenicach paski policzkowe z nachrapnikiem i podbródkiem łączą się pierścieniami metalowymi, które noszą nazwę wiązadeł i służą do przypięcia wędzidła. Takie wędzidło ma na pierścieniach przetyczki (werbliki), które przetyka się przez więzadła.